# Джордж Паррі
Джордж Паррі (англ. George Parry) (1814 — приблизно 1875) — британський інженер. Розробив і 1850 року вперше вдало використав конусовий засипний апарат доменної печі, що складався з конуса й лійки (чаші). Чаша й конус досі (2017 рік) є складовою частиною конусових завантажувальних пристроїв доменних печей.

## Біографія
Дж. Паррі працював хіміком і потім керівником доменного цеху Еббу-Вейльського металургійного заводу, що в Уельсі.
За винахід засипного апарату Паррі отримав винагороду у 10000 фунтів-стерлінгів. Після п'ятдесяти років вийшов у відставку й переїхав у Кармартеншир.
Паррі брав участь у розробці методу отримання сталі з чавуну. До середини 19 століття єдиним способом отримання ковкого заліза (сталі) з чавуну було пудлінгування. Однак, воно вже не задовольняло в повній мірі потреби суспільства у металі. Тому велися пошуки у вдосконаленні пудлінгування або створенні нового методу переробки. 1855 року директор Еббу-Вейльського металургійного заводу Томас Браун (англ. Thomas Brown) доручив Паррі дослідження щодо можливості використання на заводі виробництва сталі з чавуну за методом американця Джозефа Гілберта Мартіна (англ. Joseph Gilbert Martein) (1792? — 1878), патент якого придбав завод. Метод Мартіна полягав у продувці повітря крізь розплавлений чавун. Однак, через малий розмір експериментальної печі, досліди Паррі були невдалими і керівник заводу припинив їхнє проведення. Невдовзі свій метод отримання сталі з чавуну шляхом продувки крізь нього повітря запатентував Генрі Бессемер. Паррі мав певні напрацювання й, навіть, запатентував свій метод. Генрі Бессемер викупив у Паррі його патент і патент Мартіна у заводу. За свій патент Паррі отримав від Генрі Бессемера за різними даними від 1000 до 5000 фунтів-стерлінгів готівкою.